# Zdenka Jelínková
Zdenka Jelínková (30. března 1920, Velká nad Veličkou – 5. října 2005, Brno) byla česká etnografka, folkloristka a pedagožka.

## Biografie
Zdenka Jelínková se narodila v roce 1920 ve Velké nad Veličkou, mezi lety 1931 a 1934 studovala na gymnáziu ve Strážnici a posléze mezi lety 1934 a 1939 studovala gymnázium v Brně. Maturovala v roce 1940 na učitelském ústavu v Brně a v témže roce také absolvovala cvičitelskou školu Sokola, posléze studovala francouzštinu a tělesnou výchovu na Filozofické fakultě Masarykovy univerzity v Brně. Do počátku studia do roku 1950 pracovala jako učitelka na různých školách na jižní Moravě. V roce 1949 začala studium etnografie na FF MU, ale studium nedokončila. V roce 1950 začala působit jako odborná pracovnice v Ústavu pro etnografii a folkloristiku ČSAV v Brně, roku 1952 se stala předsedkyní Krajského poradního sboru pro lidový tanec. V ČSAV působila až do roku 1980, posléze působila v letech 1991 a 1992 jako vedoucí studia valašského lidového tance ve Vsetíně.
Působila také ve Slováckém krúžku v Brně, který mezi lety 1950 a 1953 vedla, od roku 1947 až do 80. let 20. století působila také ve Valašském krúžku a v roce 1947 založila Horácký soubor lidových písní a tanců, ten byl roku 1955 transformován na soubor Třebíčan. Byla také jedna ze zakladatelek festivalů či soutěží Horňácké slavnosti, Mladé Horňácko, Brněnsko tančí a zpívá, Kraj beze stínu, Rožnovské slavnosti a dalších. Sbírala etnografická a folkloristická díla z oblasti Moravy, Chodska, Polska, lužického Srbska nebo Jugoslávie. Připravila také videoencyklopedii Lidové tance z Čech, Moravy a Slezska, spolupracovala také s televizí na různých folkloristických pořadech. Ve spolupráci s Českým rozhlasem Brno vytvořila cyklus pořadů Lidové tance na Moravě a ve Slezsku.  Měla zaznamenat přes 5000 variací lidových tanců. Její dílo je široce dokumentováno a rozpoznáváno v oblasti etnografie a folkloristiky.
V roce 1970 obdržela cenu Za vynikající práci a v roce 1985 byla vyznamenána jako Zasloužilý pracovník kultury. V roce 2002 obdržela ocenění Artis Bohemiae Amicis. Spolupracovala s Hannah Laudovou.